# Puente Minpu
El Puente Minpu (en chino, 闵浦大桥en chino tradicional, 閔浦大橋; pinyin, Mǐnpǔ Dàqiáo) es un puente atirantado de dos plataformas sobre el río Huangpu en el Distrito de Minhang, Shanghái, China. Tiene 3982,7 m de longitud, con un vano principal de 708 m y una altura de 214,5 m. Abrió al tráfico el 11 de enero de 2010.
La plataforma superior del puente tiene una anchura de 43,8 m y lleva ocho carriles de la autopista de peaje Shanghai–Jiaxing–Huzhou, que conecta la provincia de Zhejiang en el oeste con el Aeropuerto Internacional Pudong en el este. La plataforma inferior del puente tiene 28 m de anchura y lleva Fanghe Road, y está abierta al tráfico rodado y de peatones. El puente fue diseñado por el Instituto Municipal de Diseño de Ingeniería de Shanghái, la Escuela de Construcción Urbana de Shanghái, y el Instituto de Construcción Urbana de Shanghái, con ayuda de Holger S. Svensson. Fue construido por la Shanghai Huangpujiang Bridge Engineering Construction Company. Tiene dos plataformas de carreteras para transportar más vehículos y tiene un cinturón de rigidez para evitar movimientos de balanceo en los vientos fuertes de la ciudad.[cita requerida]